# 샤르트뢰즈

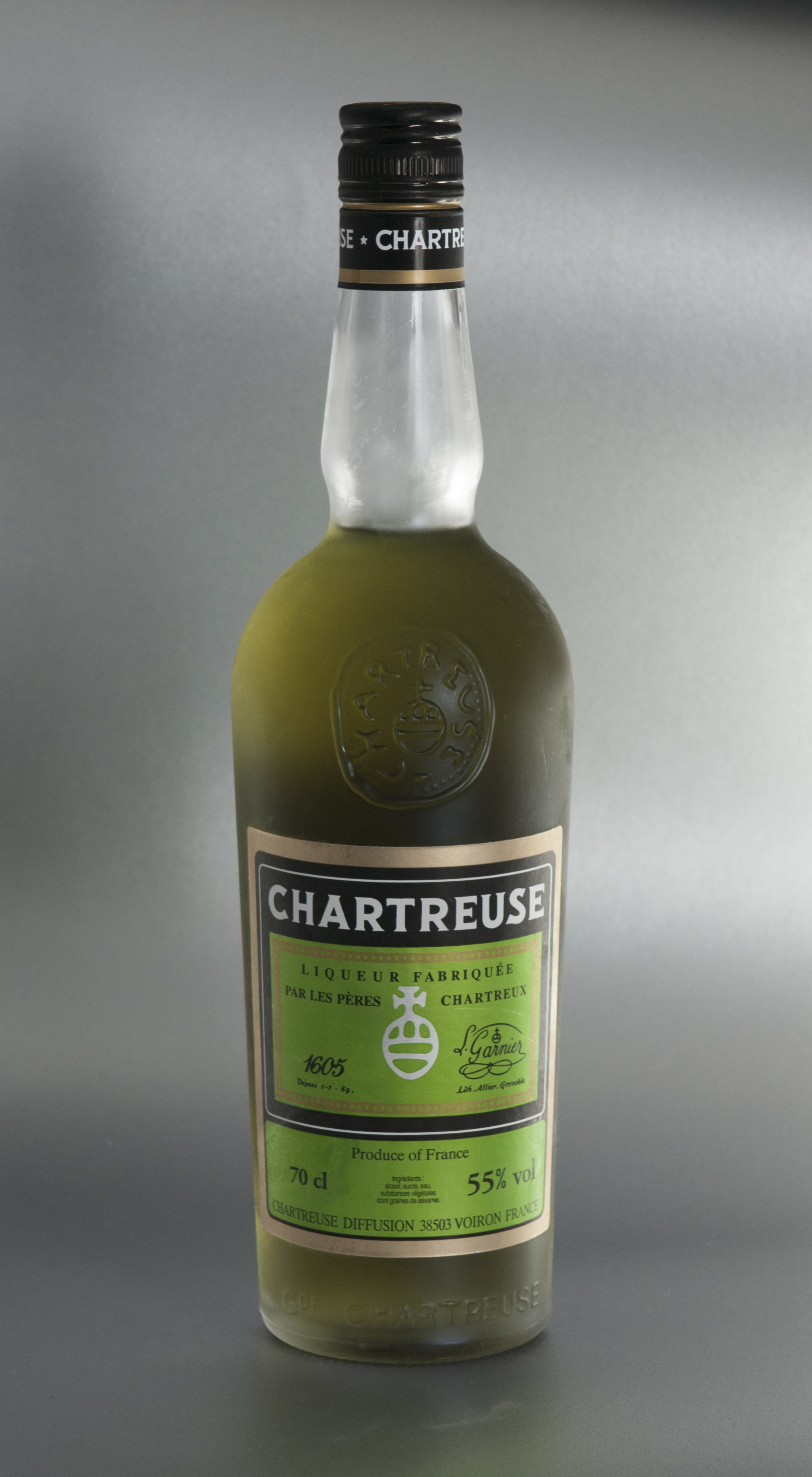

샤르트뢰즈(Chartreuse, 미국: /ʃɑːrˈtruːz, -ˈtruːs/ (듣기), 영국: /-ˈtrɜːz/, 프랑스어: [ʃaʁtʁøz])는 맛과 알코올 함량이 다른 녹색과 노란색 버전으로 제공되는 프랑스 허브 리큐어이다. 이 리큐어는 1605년 프랑수아 안니발 데스트레(François Annibal d'Estrées)가 이들에게 준 원고에 명시된 지침에 따라 1737년부터 카르투시안(Carthusian) 수도사들에 의해 만들어졌다. 이것은 그르노블(Grenoble) 북쪽의 샤르트뢰즈 산맥(Chartreuse Mountains)에 위치한 수도사의 그랑드 샤르트뢰즈(Grande Chartreuse) 수도원의 이름을 따서 명명되었다. 오늘날 리큐어는 인근 에그누아르(Aiguenoire)에 있는 양조장에서 생산된다. 130여종의 허브, 식물, 꽃을 숙성시킨 증류주로 구성되어 있다.

## 같이 보기
- 베네딕틴
- 센테르베